# パワーアシスト
パワーアシストとは，操作者が物体を移動しようとする際，操作する力に基づいてアクチュエータが駆動力を発生させ，操作者の負担を軽減する技術である．主に，工場における組み立てなどの産業分野や，介護やリハビリなどの福祉分野で多く用いられている．
パワーアシスト装置は，装着型と非装着型に分けることができる（装着型パワーアシスト装置についてはパワードスーツを参照）．非装着型では，ロボットアーム，天井クレーン，全方向車椅子，運搬台車，移乗装置，歩行訓練器など多岐にわたり，アクチュエータとして，モータ，バネ，空気圧シリンダ，油圧シリンダ，人工筋肉などが使われている．